# Varlaam Merticariu
Varlaam Merticariu, născut Vasile Merticariu (n. 28 octombrie 1960, Știubieni, Botoșani) este un cleric ortodox român, ales ca episcop vicar patriarhal (cu titulatura Ploieșteanul) la 29 octombrie 2009.
Este membru al Sfântului Sinod al Bisericii Ortodoxe Române.
Varlaam Merticariu a absolvit Seminarul Teologic de la Mănăstirea Neamț în 1982 și este licențiat al Institutului Teologic Universitar din București  din 1987.
Între 1987-1990, a urmat cursurile de doctorat în Teologie la același institut, obținând titlul de doctor în teologie cu teza „Spiritualitate și istorie pe teritoriul României în epoca bizantină și postbizantină“ (2003), sub coordonarea științifică a Prof. Emilian Popescu.
A intrat în monahism la Mănăstirea Neamț în anul 1998, fiind hirotesit arhimandrit în anul 2001.
A fost vicar administrativ al Arhiepiscopiei Iașilor între anii 1998 2009 și președinte al Comisiei Liturgice a Mitropoliei Moldovei și Bucovinei.
În prezent Varlaam Merticariu este lector la Facultatea de Teologie Ortodoxă „Dumitru Stăniloae“ din cadrul Universității „Al. I. Cuza“ din Iași din 1996 și la Facultatea de Teologie Ortodoxă „Justinian Patriarhul“ a Universității din București din 2009. A publicat numeroase studii și recenzii în volume colective și reviste de specialitate și a susținut comunicări științifice la numeroase conferințe și simpozioane de teologie naționale și internaționale.
La 25 octombrie 2015 a participat la inaugurarea Cimitirul militarilor români de la Rossoșka, primul de pe teritoriul fostei URSS închinat soldaților români. A oficiat slujba în fruntea unui sobor de preoți români, și cu participarea a doi episcopi ai Bisericii Ortodoxe Ruse.
La 30 martie 2023 a fost distins cu Ordinul „Coroana României”, în grad de cavaler.